# 貝洛斯拉夫峰

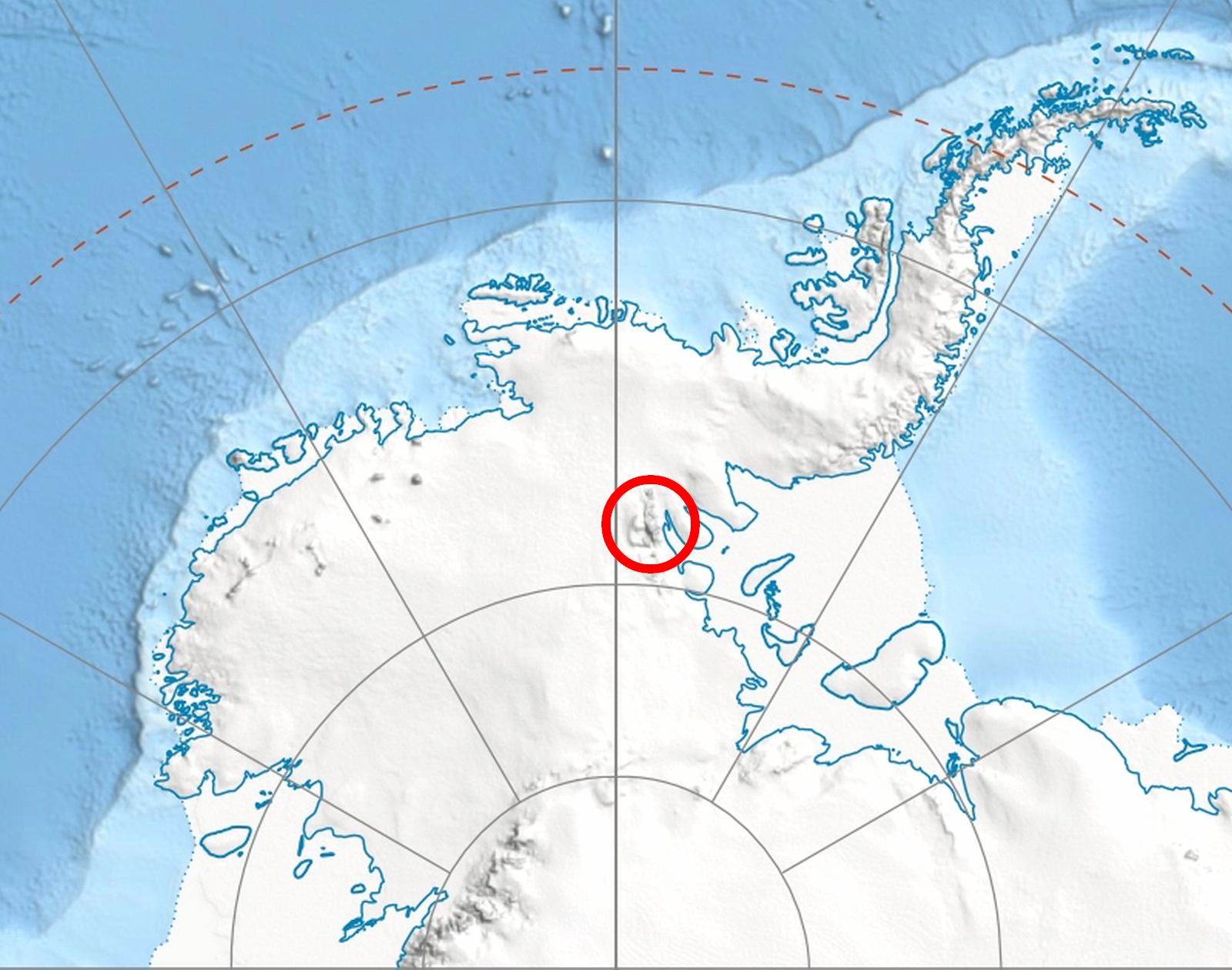

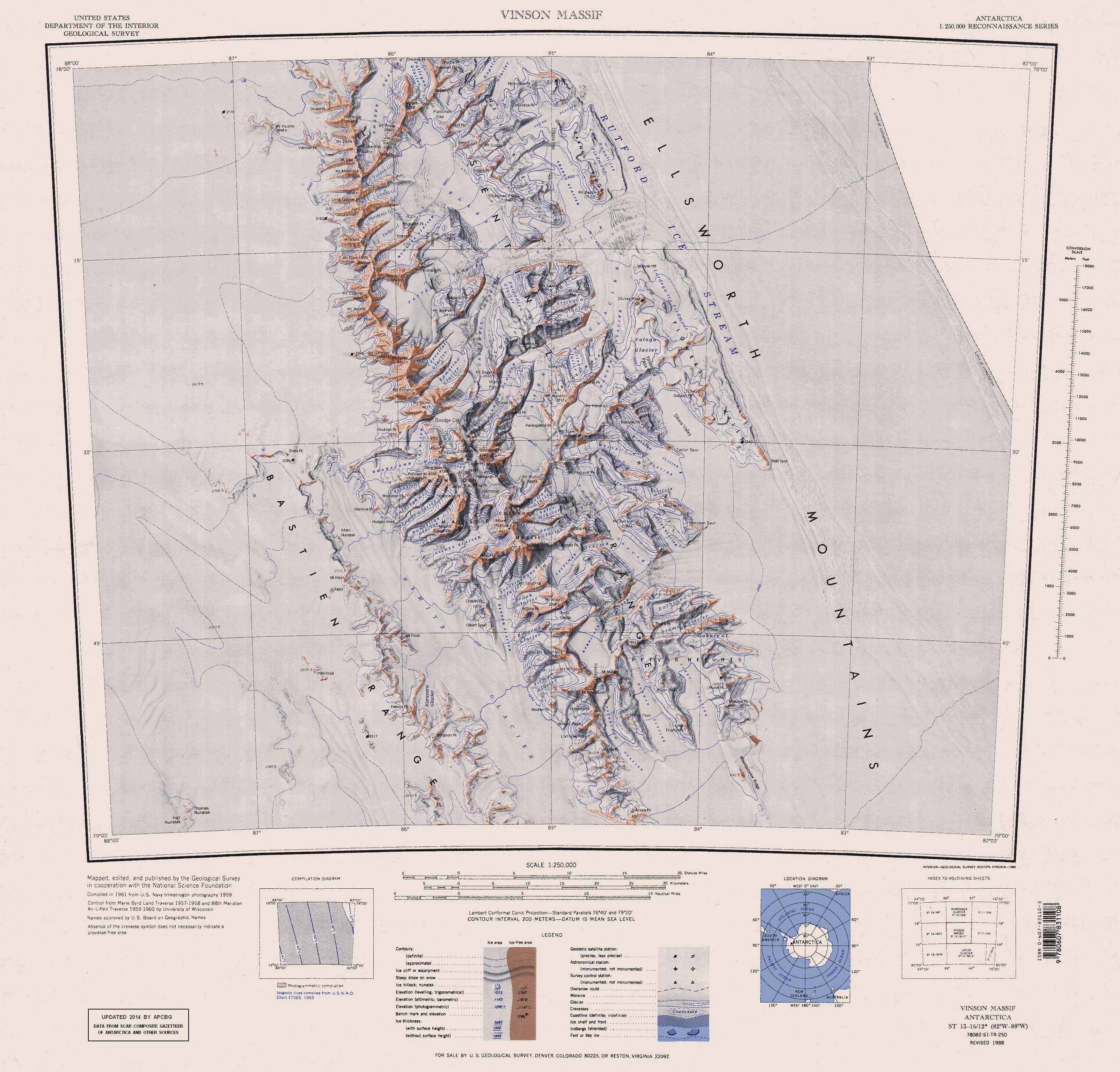

貝洛斯拉夫峰（英語：Beloslav Peak）是南極洲的山峰，座標78°29′34″S 84°29′43″W，位於埃爾斯沃思地，屬於埃爾斯沃思山脈中森蒂納爾嶺的一部分，海拔高度2,100米（6,890英尺），以保加利亞城鎮貝洛斯拉夫命名，現時由南極條約體系管理。